# Strandvejens Dampsporvej
Strandvejens Dampsporvej var en sporvognslinje, der gik fra Trianglen ad Strandvejen til Klampenborg. Linjen, der blev drevet af A/S Strandvejens Dampsporvejs-Selskab, åbnede for driften 23. marts 1884.
Strækningen fra Trianglen til kommunegrænsen ved Slukefter Kro var i 1865-1868 anlagt af Copenhagen Railway Company og dennes arvtager Kjøbenhavns Sporvei-Selskab som en del af hestesporvognslinjen Hovedlinjen. Den blev afkortet til Trianglen, da den nye linje toges i brug.
Den nye linje var den første sporvognslinje udenfor København og den første og eneste danske sporvognslinje, der blev betjent med dampsporvogne. Et system, der havde været forsøg med før, og som andre steder som i Wien gjorde god fyldest i mange år. Men her viste der sig en række problemer. Bl.a. var de oprindelige maskiner for små; og nye sled for meget på de lette spor. Dertil kom en række ulykker, bl.a. fordi det larmende og hvæsende køretøj på den smalle og tæt trafikerede vej skræmte hestene, der løb løbsk. Skadesudredninger og faldende passagertal sled på selskabets økonomi, hvorfor driften blev indstillet 1. oktober 1892.
Samme dag genoptog Kjøbenhavns Sporvei-Selskab driften med hestesporvogne til Slukefter. Dampsporvejsselskabet forsøgte sig med indlejede hestesporvogne på resten af strækningen 1. maj – 31. august 1893, men herefter var det slut for selskabet, der afvikledes i 1896-1897. 1. juni 1897 kom der imidlertid atter hestesporvogne mellem Slukefter og Klampenborg, idet det nye selskab Hellerup Sporvejsselskab overtog strækningen. Fem år efter ophørte både dette selskab og trafikken, da strækningen 30. november 1902 overtoges af Tuborg-Klampenborg elektriske Sporvej. Det blev senere kendt som NESA og ombyggede strækningen til elektrisk sporvognsdrift og etablerede gennemgående drift til Rådhuspladsen i samarbejde med De kjøbenhavnske Sporveje.

## Eksterne kilder og henvisninger
- Eiler Nystrøm: Fra Nordsjællands Øresundskyst 1938
- Linje 14 - Trafikken ad Strandvejen til Klampenborg af Nils Kr. Zeeberg, Sporvejshistorisk Selskab, 1975.
- toptop.dk Arkiveret 10. april 2016 hos  Wayback Machine